# MV Весов
MV Весов (лат. MV Librae) — одиночная переменная звезда в созвездии Весов на расстоянии (вычисленном из значения параллакса) приблизительно 31727 световых лет (около 9728 парсеков) от Солнца. Видимая звёздная величина звезды — от +16,1m до +15,2m.

## Характеристики
MV Весов — пульсирующая переменная звезда типа RR Лиры (RRAB).